# Masanao Gotō
Masanao Gotō (後藤 昌直, Gotō Masanao), 6 mars 1857 - 9 juillet 1908, est un léprologue japonais, fils du premier Shobun Gotō et appelé le second Shobun Gotō. il consacre sa vie aux lépreux au Japon,, et sur l'île de Molokai au royaume de Hawaï.
Le père Damien qui avait confiance en la thérapie de Gōtō a laissé ce message : « Je n'ai pas la moindre confiance dans nos médecins américains et européens pour guérir ma lèpre, je tiens à être traité par le Dr Masanao Gotō ».

## Source de la traduction
- (en) Cet article est partiellement ou en totalité issu de l’article de Wikipédia en anglais intitulé « Masanao Goto » (voir la liste des auteurs).